# Friedrichsbad
Le Friedrichsbad est un spa situé dans la ville de Baden-Baden en Allemagne. C'est un bâtiment de style néo-renaissance achevé en 1877.

## Histoire et architecture
L'architecte Karl Dernfeld conçu le Friedrichsbad qui a été construit, sur une période de huit ans entre 1869 et 1877.
La luxuriante façade  de style Renaissance du Friedrichsbad est ornée de deux panneaux portant en lettres d'or l'inscription suivante du Faust de Goethe :
„Wunderwirkend strömt die Welle,

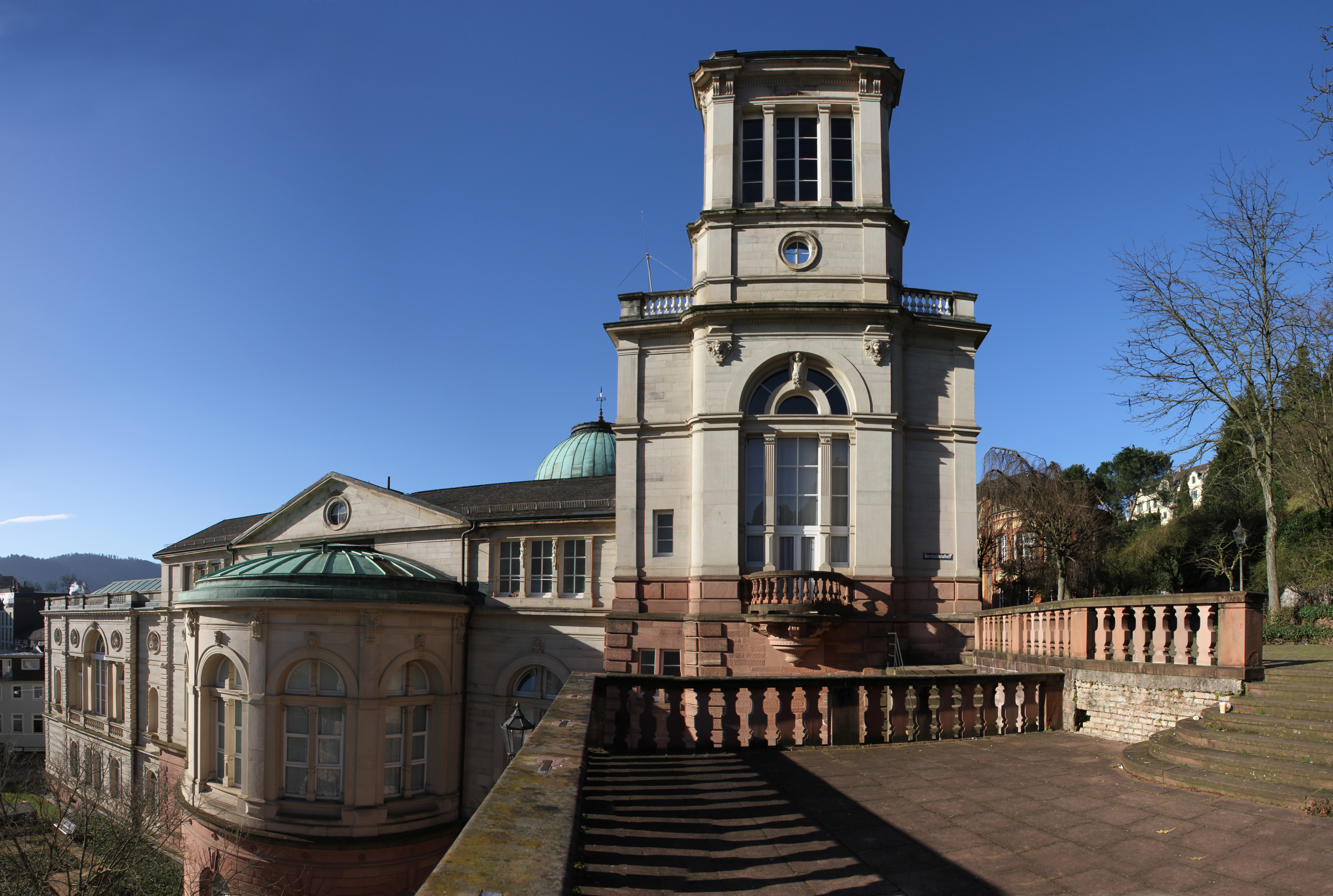
Côté nord-est du Friedrichsbad

Strömt der heisse Dampf der Quelle,
Muth wird freier, Blut wird neuer,
heil dem Wasser, heil dem Feuer! "

"Faire des merveilles, la vague continue
Diffusant la vapeur chaude de la source
Les sentiments deviennent plus libres, le sang plus neuf
Je vous salue de l'eau! Salut au feu! " 
En 1867, la Confédération de l'Allemagne du Nord a décidé d'interdire les jeux de hasard dans toute l'Allemagne à partir de 1872. Lors des discussions publiques sur les casinos qui se déroulaient depuis plusieurs années, la ville de Baden-Baden cherchait des alternatives afin de rester attractive pour les clients des stations thermales. Karl Dernfeld, qui était relativement inconnu à l'époque, devint inspecteur en bâtiment du district de Baden-Baden en 1868. Avec le médecin thermal grand-ducal et le conseiller médical Dr. Carl Frech, il a été chargé de visiter des thermes réputés afin de mettre en œuvre les connaissances acquises pour la construction du Friedrichbad.
Les modèles architecturaux directs du Friedrichsbad sont le Raitzenbad (de) à Budapest et le Graf-Eberhardsbad (aujourd'hui Palais Thermal ) à Wildbad, que Dernfeld a visité lors de son voyage avec le Dr. Frech pour découvrir les stations thermales les plus importantes d'Allemagne et d'Autriche-Hongrie. L'Eberhardsbad à Wildbad a été construit entre 1840 et 1847, le Raitzenbad à Budapest de 1866 à 1873. Pour autant que l'on puisse lire des écrits anciens, Dernfeld serait également inspiré des thermes de Caracalla et des thermes de Dioclétien à Rome. Les fouilles approfondies ont commencé en 1869. Des restes de thermes romains ont été trouvés. L'ouverture du Grand Ducal Friedrichsbad a eu lieu le 15 décembre 1877.
Les plans architecturaux originaux de Dernfeld sont perdus. Des considérations thérapeutiques modifiées ont conduit à de multiples changements spatiaux au cours des 125 années d'exploitation du spa. Par exemple, des « appareils de gymnastique thérapeutique mécanique » ont été installés dans le Friedrichsbad à Baden-Baden dès 1884. Cela pourrait avoir été l'un des premiers établissements supervisés thérapeutiquement qui ressemble aux établissements de remise en forme modernes. À cette époque, non seulement des appareils actifs sur lesquels il fallait travailler étaient installés, mais également des dispositifs passifs qui déplaçaient différentes parties du corps grâce à la puissance des machines.

## Le spa
L'eau thermale prend sa source sur les pentes du Florentinerberg à Baden-Baden. Environ 50% de l'eau thermale s'écoule à travers le Friedrichstollen qui est le principal tunnel de captage. Partant des profondeurs comprises entre 1 200 et 1 800 mètres, l'eau atteint la surface à des températures comprises entre 56°C et 68,8°C à partir d'un total de douze sources artésiennes distinctes contenant du chlorure de sodium. Les sources ont environ 12 000 à 17 000 ans et déversent environ 800 000 litres d'eau thermale par jour (soit 9 litres par seconde) avec un contenu minéral quotidien de 2 400 kg.
À partir de 2020, le Friedrichsbad appartient à la Carasana Bäderbetriebe GmbH et prétend combiner la culture des bains romains avec des bains à air chaud irlandais. Le Friedrichsbad abrite maintenant des salles de massage ainsi que des suites privées et un espace d'exposition qui montre les ruines des bains romains de Friedrichsbad.

## Anecdote
Mark Twain (1835–1910) aurait commenté le spa Friedrichsbad comme suit: « Après 10 minutes, vous oubliez le temps, après 20 minutes, vous oubliez le monde. »

## galerie de photos

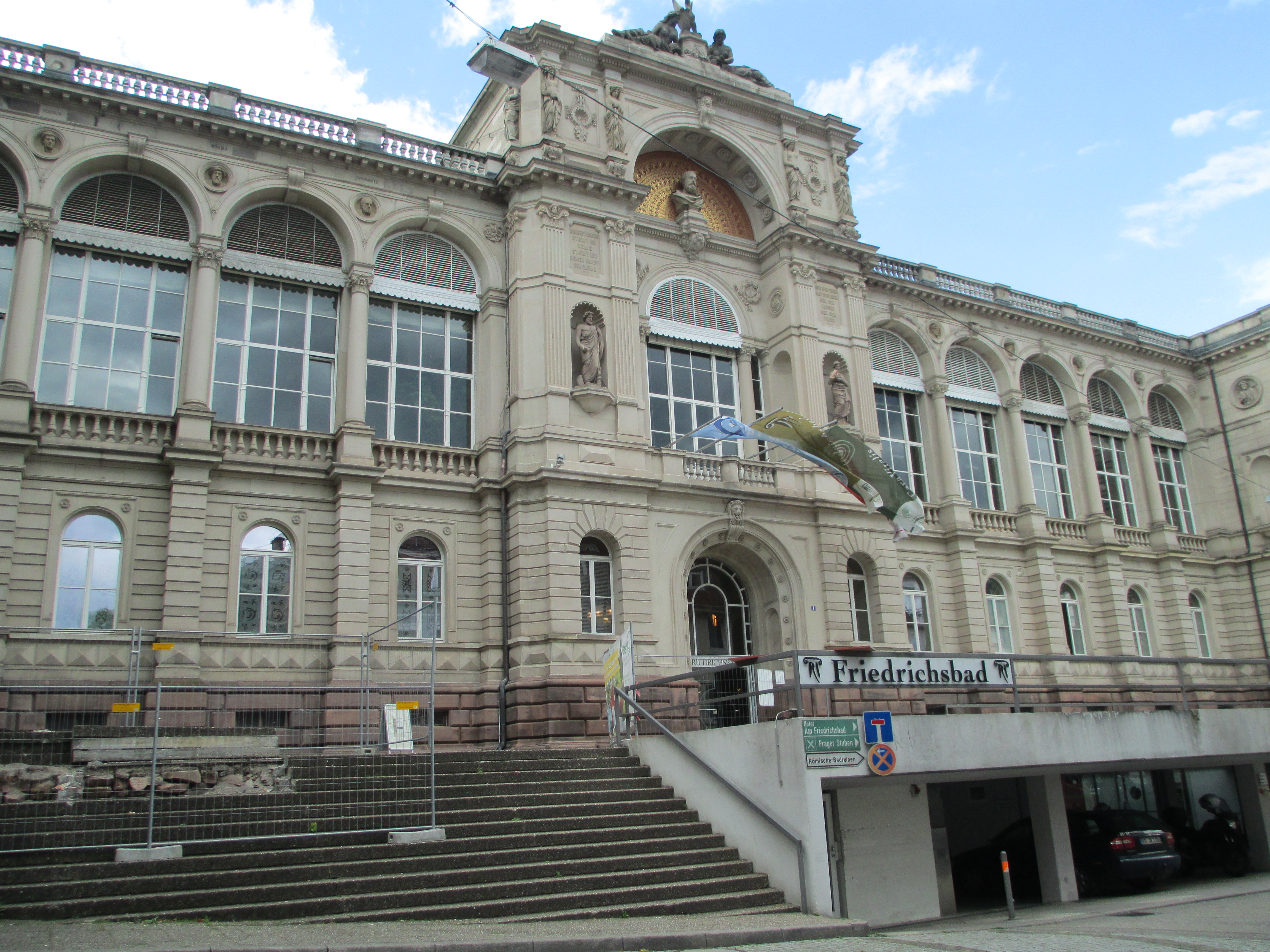
Vue de face du Friedrichsbad
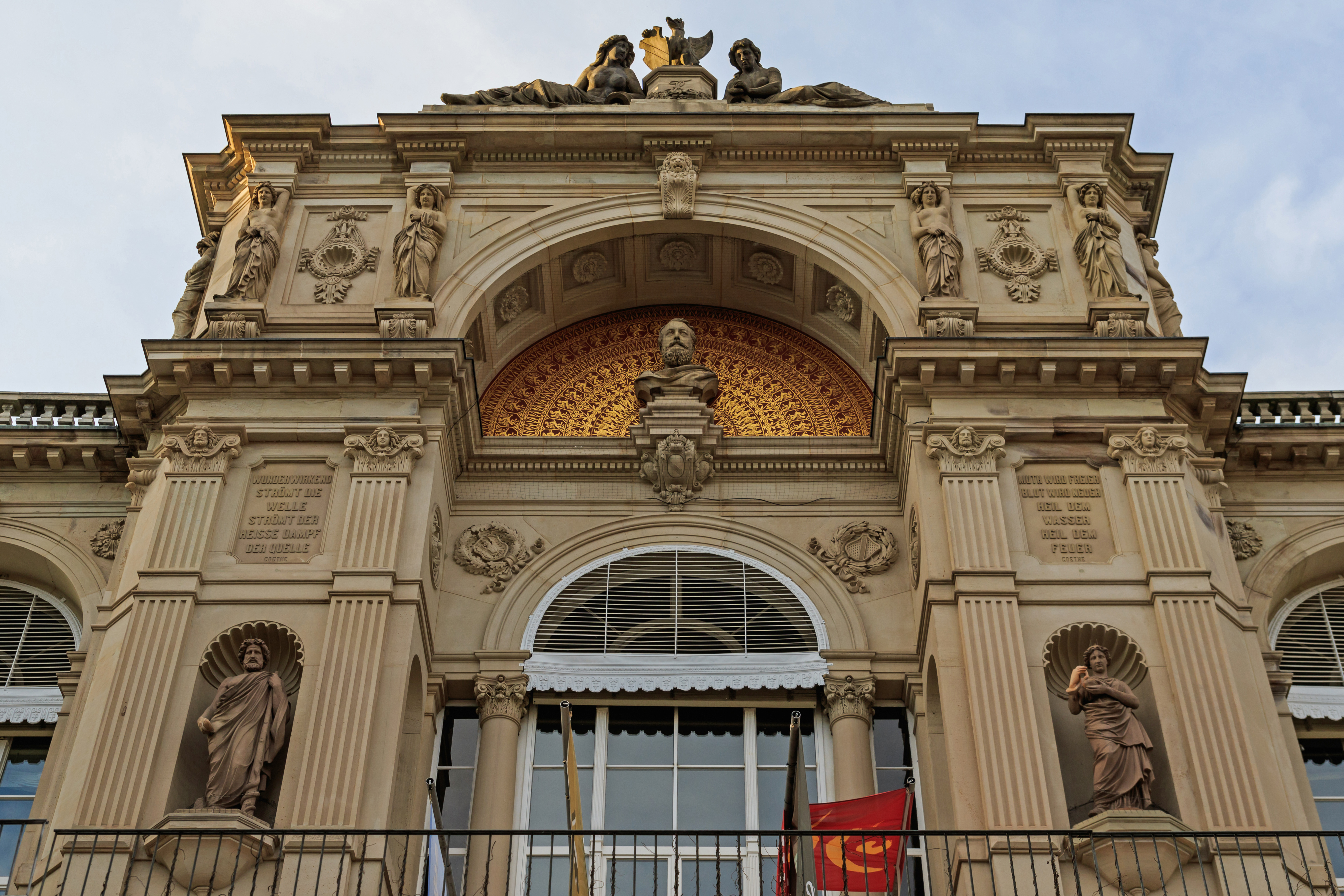
Vue de face
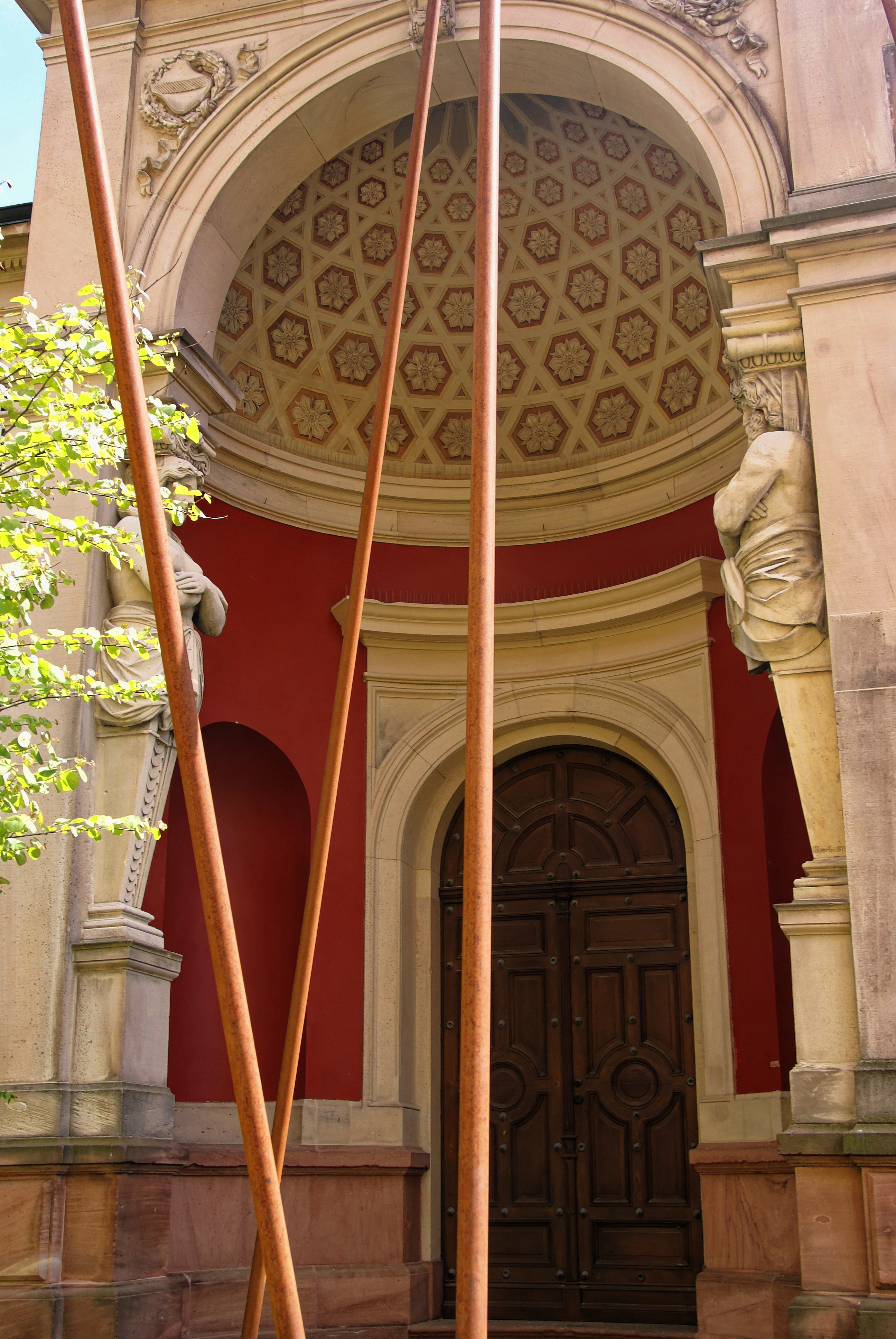
Coupole de style renaissance
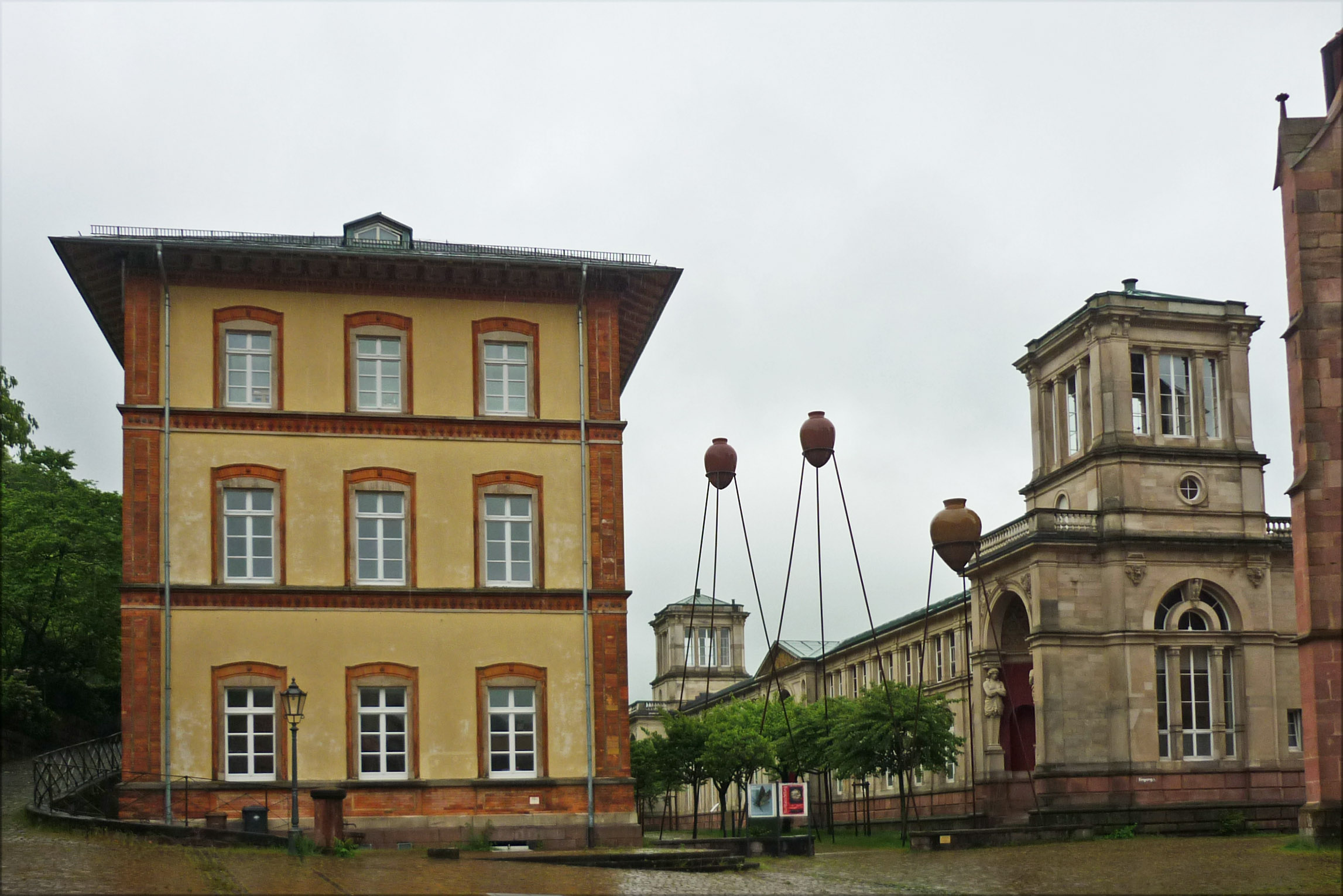
Ancien bâtiment de bain de vapeur
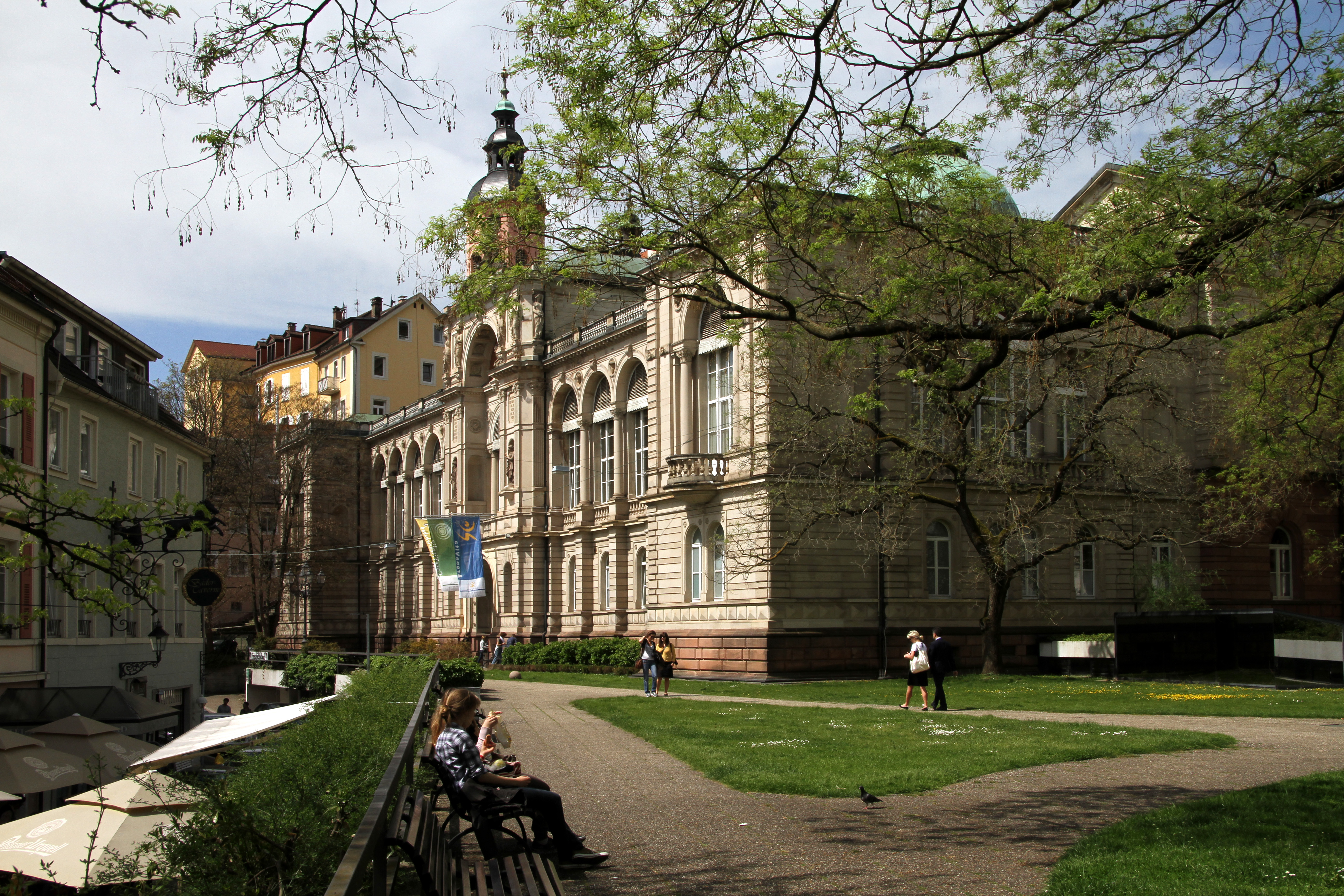
Le Friedrichsbad au printemps
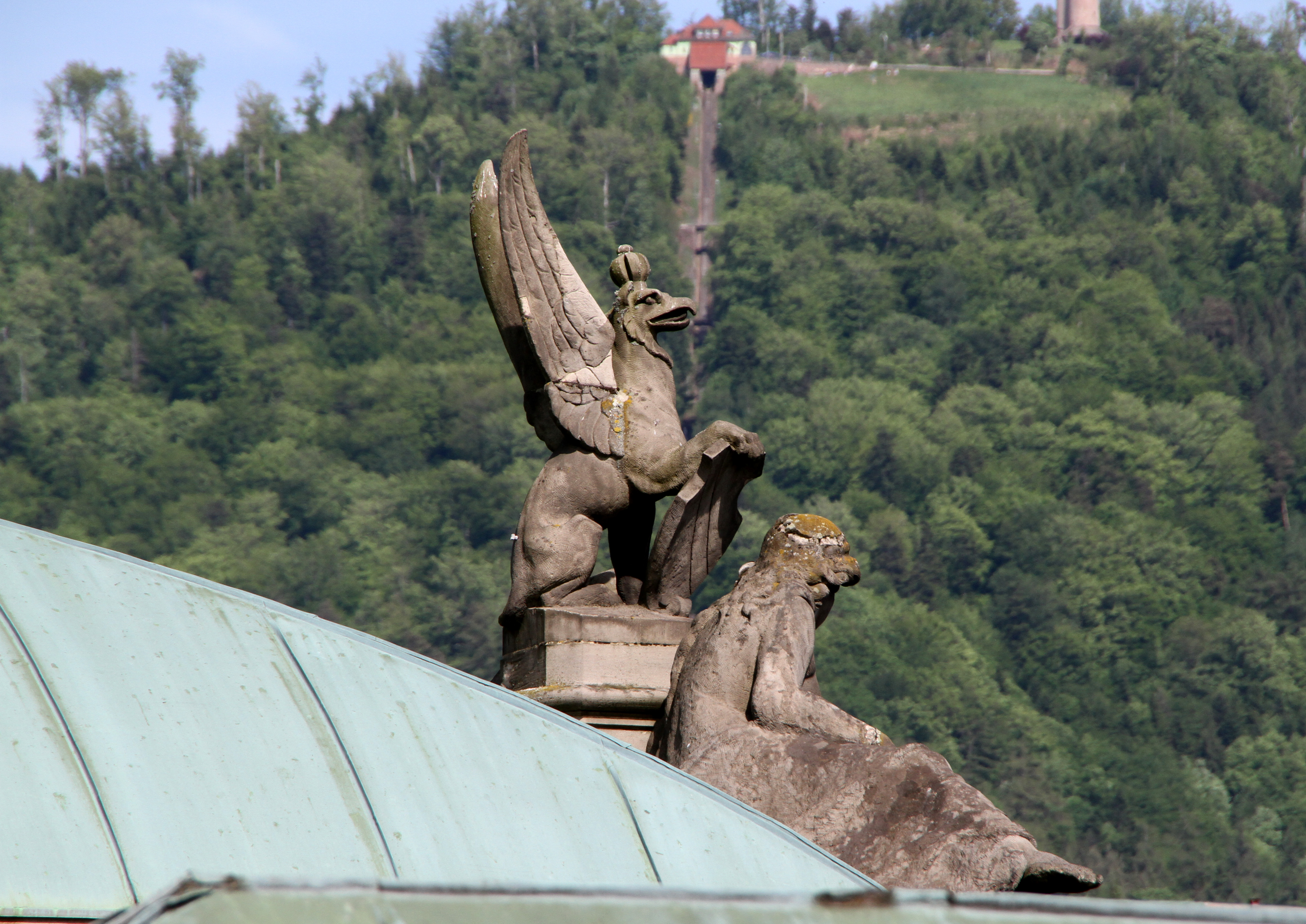
Figure de pignon sur le toit du Friedrichsbad
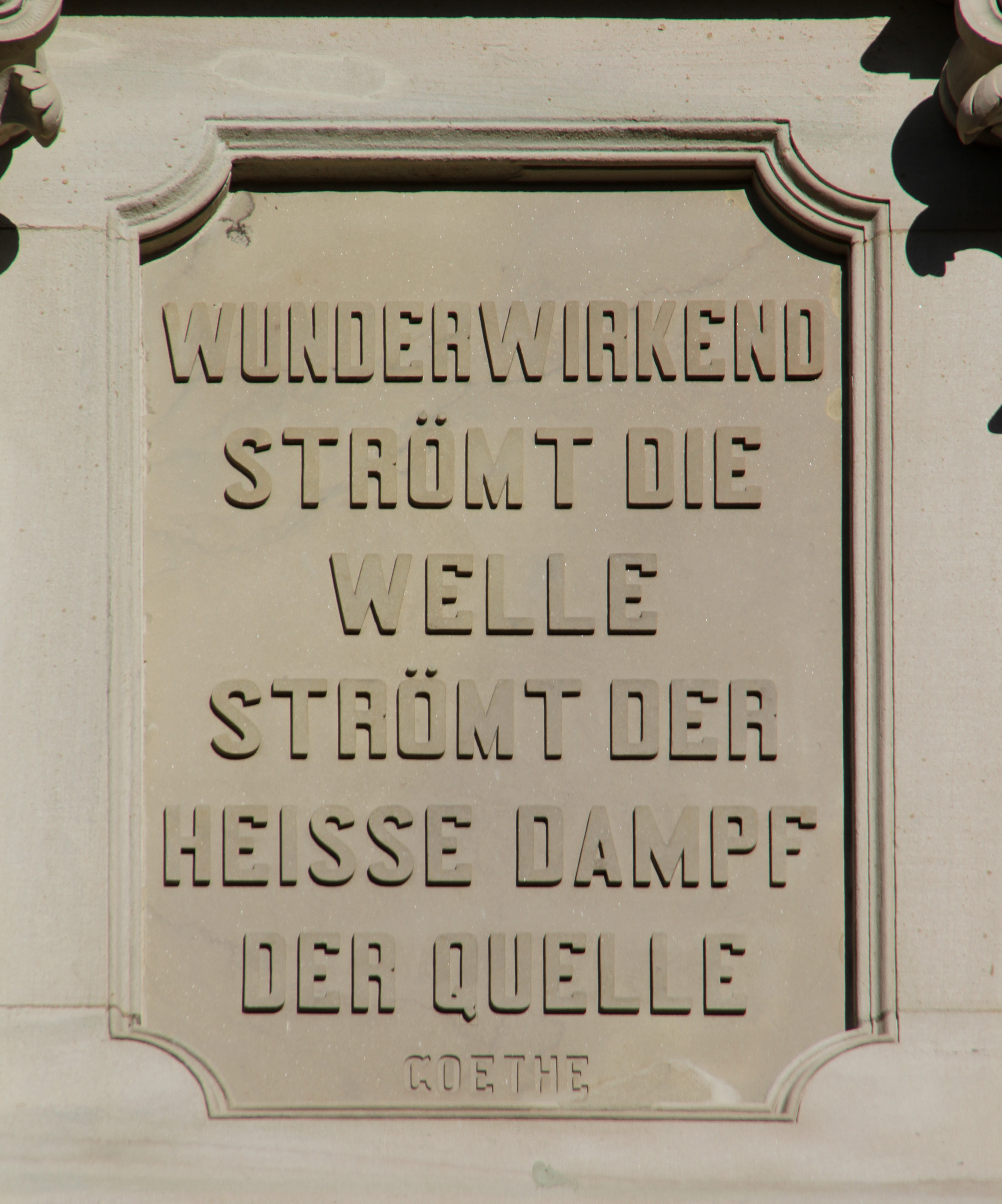
Goethe citation partie I
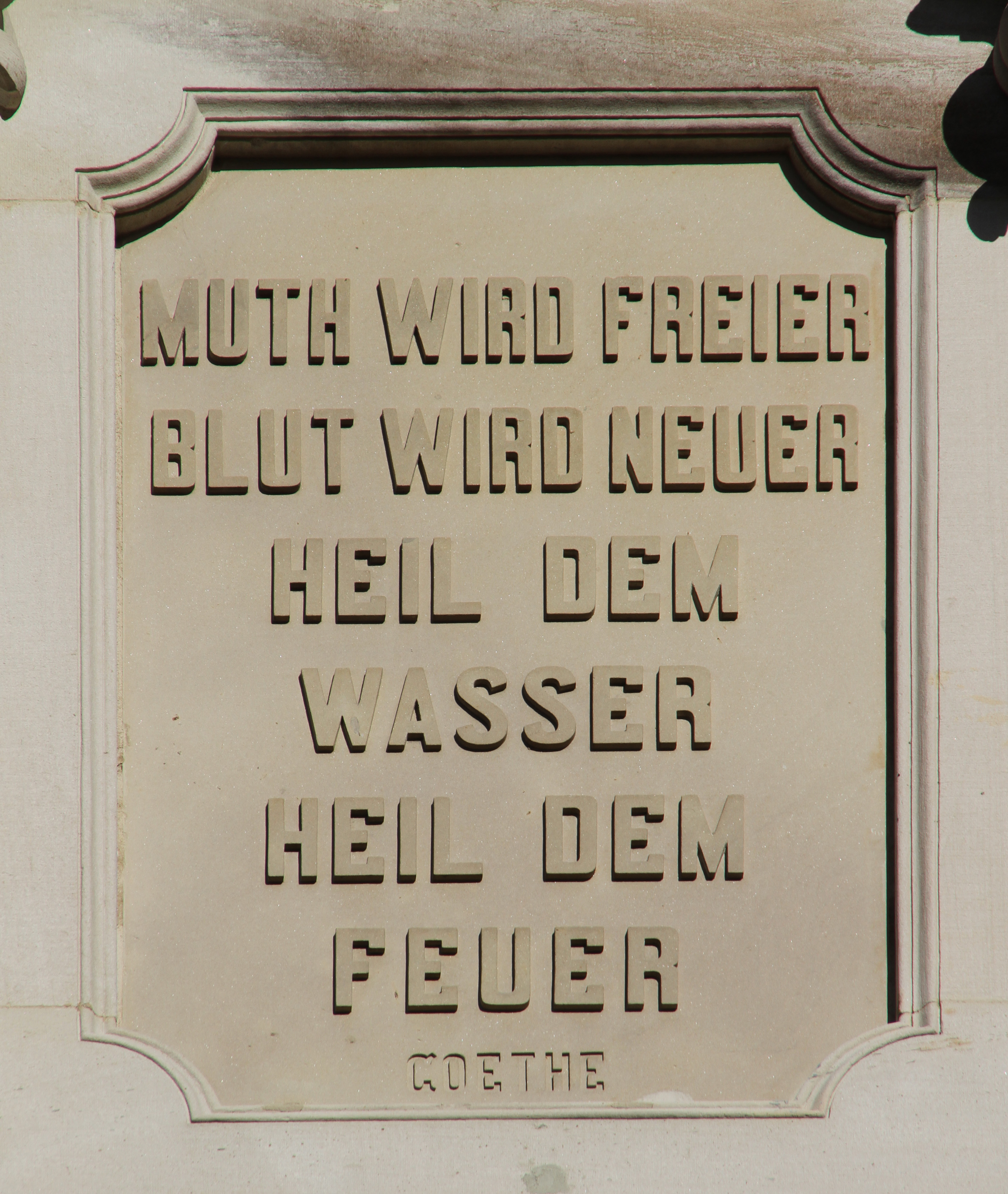
Goethe citation partie II